# Sosúa
Sosúa est une ville de la province de Puerto Plata, côte nord atlantique, en République dominicaine.

## Description
Le pueblo est divisé en trois secteurs, El Batey qui est le secteur principal visité par les touristes, Los Charimicos qui est la plus pauvre des trois, et Sosúa Abajo. Sa population est de 44 938 habitants (9 032 en zone urbaine et 35 906 en zone rurale).
El Batey était le lieu où se sont installés approximativement 500 des 5 000 réfugiés juifs allemands et autrichiens, à qui le gouvernement dominicain a offert des visas entre 1940 et 1945 à la suite de la Conférence d'Évian (1938). Le gouvernement leur a fourni la terre et les ressources avec lesquelles ils ont créé une laiterie et une fromagerie, appelées Productos Sosua, toujours existants aujourd'hui. Les descendants des colons originaux habitent toujours dans Sosúa, où ils maintiennent la synagogue et un musée.
Le saint patron de Sosúa est Saint Antoine de Padoue. Il paraît que dans les années 1950, un certain Albertino ou Bitín, après avoir reçu un livre de la vie de Saint Antoine en cadeau, décida que s'il gagnait à la loterie, qu'il ferait construire une chapelle à ce saint. Il gagna le gros lot le 25 septembre 1957 et tint sa promesse.
Depuis, à Sosúa, on fête Saint Antoine de Padoue le 13 juin de chaque année.

## Galerie

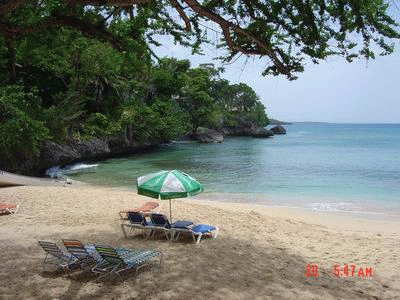
La plage de Sosúa est l'une des plus belles plages de la République dominicaine, faite de sable blanc et d'une eau claire et cristalline
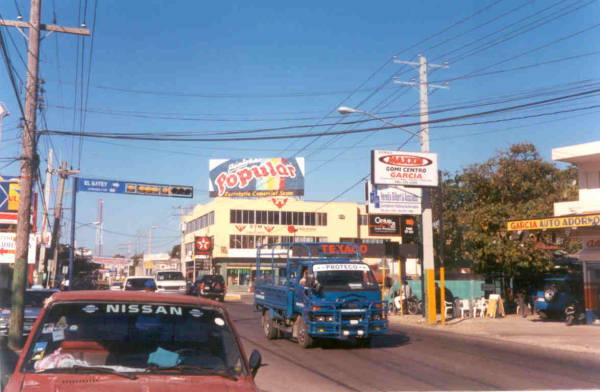
Route à Sosúa menant vers Puerto Plata